# Râul Ruda, Râul Târgului
Râul Ruda este un râu afluent al Râului Tàrgului.